# توماش كوس
توماش كوس (بالبولندية: Tomasz Kos)‏ هو لاعب كرة قدم بولندي في مركز الدفاع، ولد في 4 أبريل 1974 في Koło ‏ في بولندا. شارك مع منتخب بولندا لكرة القدم. أما مع النوادي، فقد لعب مع إرتسغيبيرغه آوه ونادي ال كي اس ودز ونادي نورنبرغ.

## وصلات خارجية
- توماش كوس على موقع قاعدة بيانات كرة القدم.إي يو (الإنجليزية)
- توماش كوس على موقع بيانات كرة القدم. دي إي (الألمانية)
- توماش كوس على موقع ناشيونال فوتبول تيمز (الإنجليزية)
- توماش كوس على موقع عالم كرة القدم.نت (الإنجليزية)